# Holzkirche von Sârbi Susani

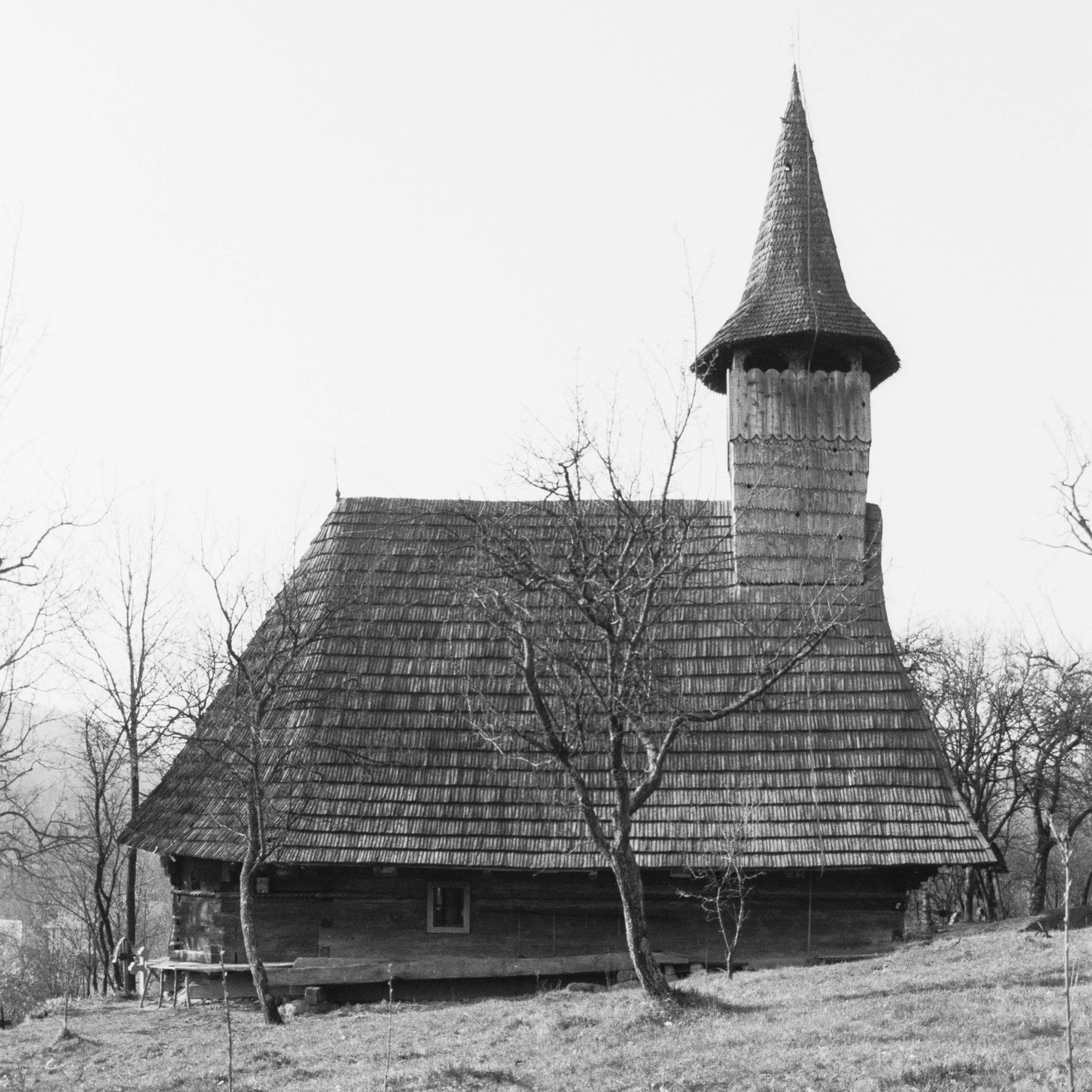
Sârbi Susani, die nördliche Seite (1995)

Die Holzkirche von Sârbi Susani ist eine Kirche im rumänischen Dorf Sârbi im Kreis Maramureș. 

## Geschichte

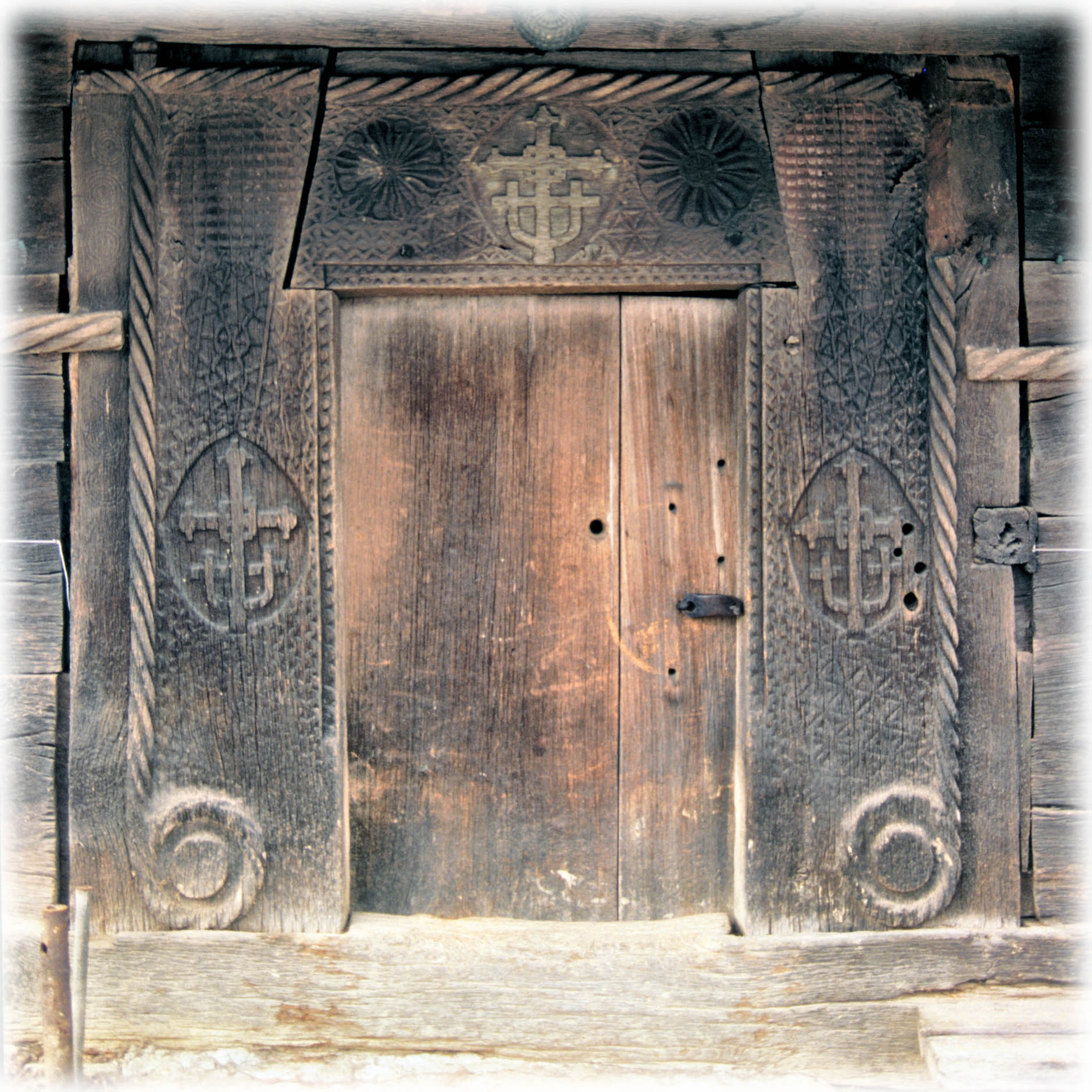
Das Eingangsportal

Die Kirche wurde 1639 aus Eichenholz errichtet. Sie ist eine der ältesten Holzkirchen in der Maramureș und weist einige archaische Eigenschaften der sakralen Holzarchitektur auf. Der besondere Wert dieses Baudenkmals besteht in der Erhaltung des Haupteingangsportals, dessen Aussage mittels des byzantinischen Kalenders übersetzt werden kann.